# Ambulocetus
Ambulocetus natans
Genre
Espèce
Ambulocetus (« la baleine qui marche ») est un genre fossile de mammifères qui est considéré comme un ancêtre des cétacés modernes, ayant vécu au début de l'Éocène, il y a environ 48-47 Ma.
Ambulocetus natans est la seule espèce de ce genre.

## Aspect physique
Ambulocetus ressemblait un peu à une version mammalienne du crocodile. Il mesurait de 2,5 à 3 m de long et pesait entre 200 et 300 kg. Il n'avait plus d'oreille externe, repérant ses proies grâce aux vibrations transmises par l'eau ou par le sol.

## Mode de vie
Selon les apparences, Ambulocetus avait le même mode de vie que le crocodile actuel, attendant que sa proie se manifeste, tapi dans l'ombre ou sous l'eau. Des analyses isotopiques de l'oxygène effectuées sur ses dents montrent qu'il pouvait vivre autant dans l'eau douce (lagunes) que dans l'eau salée (en mer).
C'est une espèce intermédiaire entre des animaux terrestres comme Pakicetus et des espèces totalement aquatiques telles que Basilosaurus. Il pouvait donc aussi bien marcher sur la terre ferme que nager dans l'eau, même si ses pattes arrière étaient mieux adaptées à la nage qu'à la marche. Pour nager, Ambulocetus devait très certainement onduler son dos verticalement à la manière des loutres et des baleines.
Ambulocetus est considéré comme un ancêtre des baleines actuelles, partageant avec elles les mêmes adaptations sous-marines : adaptation nasale, même structure des oreilles, dents semblables à celles des cétacés...

## Répartition
Les fossiles des Ambulocetus ont été découverts au Pakistan par l'anthropologiste Johannes Thewissen.
Ambulocetus occupait les zones côtières pakistanaises de la Téthys pendant l'Éocène. À cette époque, le Pakistan actuel était une région côtière bordant cet ancien océan.